# 矢代鴻
矢代 鴻（やしろ こう、12月1日 - ）は、元宝塚歌劇団専科の女役。
大阪府大阪市、住吉学園出身。身長162cm。愛称は「シビ」。

## 来歴
1966年、宝塚音楽学校入学。
1968年、宝塚歌劇団に54期生として入団。入団時の成績は20番。花組公演「ピラールの花祭り／マイ・アイドル」で男役として初舞台。
1969年、雪組に配属。
1972年、ダンスで膝を痛めたことがきっかけとなり娘役へ転向。
1980年に声楽専科へと異動。以降は歌のスペシャリストとして各組に特別出演を続ける。
2008年1月14日、月組「A-“R”ex」（ドラマシティ・日本青年館公演）千秋楽をもって、宝塚歌劇団を退団。

## 宝塚歌劇団時代の主な舞台

### 初舞台
- 1968年3 - 4月、花組『ピラールの花祭り』『マイ・アイドル』（宝塚大劇場のみ）

### 雪組時代
- 1970年10月、『雪女』／『パレアナの微笑み』新人公演：ジョージ
- 1971年4月、『ペーター一世の青春』新人公演：ヘーシンク（本役：上條あきら）／『ジョイ!』
- 1974年5月、『若獅子よ立髪を振れ』新人公演：篠田すが（本役：木花咲耶）／『インスピレーション』
- 1975年2月、『フィレンツェに燃える』マッダレーナ／『ザ・スター』
- 1975年9月、『ザ・タカラヅカ』（ヨーロッパ公演）
- 1976年6月、『星影の人』市哉 ／『Non, Non, Non』
- 1977年7月、『あかねさす紫の花』雉の歌手A ／『ザ・レビュー』
- 1978年1月、『風と共に去りぬ』ワイティング夫人
- 1978年6月、『丘の上のジョニー』オデッサ ／『センセーション!』
- 1978年9月、『宝塚ファンタジー・ベルサイユのばら』（全国ツアー）ランベスク夫人
- 1979年1月、『春風の招待』シモーヌ、イザベル（2役） ／『ハロー!ホリデー』
- 1979年5月、『春風の招待』エルメランス ／『ファンキー・ジャンプ』（全国ツアー）
- 1979年8月、『朝霧に消えた人』藤尾 ／『オールマン・リバー』
- 1980年2月、『去りゆきし君がために』メリーナ
- 1980年5月、『ベルサイユのばら』ポリニャック夫人（全国ツアー）
- 1980年8月、『たからじぇんぬ カジュアル・コンサート』（バウ）

### 専科時代
- 1980年11月、『友よこの胸に熱き涙を』エルザ／『ザ・スピリット』（花組）
- 1982年5月、『ジャワの踊り子』ティティン（雪組）
- 1983年8月、『愛限りなく』／『情熱のバルセロナ』ロジータ（月組）
- 1984年3月、『風と共に去りぬ』ベル・ワットリング（雪組）
- 1985年2月、『哀しみのコルドバ』リサ ／『ルミエール』（星組）
- 1986年3月、『レビュー交響曲』アンナ・ヘルド（星組）
- 1987年9月、『ザ・レビュースコープ』ディスコ・シンガー（雪組）
- 1988年8月、『戦争と平和』エレーナ（星組）
- 1989年2月、『戦争と平和』エレーナ（星組・中日劇場）
- 1989年8月、『ベルサイユのばら - アンドレとオスカル編- 』ランバール公爵夫人（雪組）
- 1991年1月、『パル・ジョーイ』グラディス（星組・バウ）
- 1991年3月、『ベルサイユのばら -オスカル編- 』ジャルジェ夫人（月組）
- 1993年5月、『天国と地獄 -オッフェンバック物語-』ベルジョジョーゾ侯爵夫人（雪組）
- 1994年5月、『風と共に去りぬ』エルシング夫人（雪組）
- 1996年1月、『黄色いハンカチ』チャーリー・スー（星組・バウ）
- 1997年9月、『夜明けの天使たち』ジーン（星組・東京特別、バウ）
- 1998年1月、『ブエノスアイレスの風』フローラ（月組・ドラマシティ、神戸特別、東京特別）
- 1998年10月、『凍てついた明日 -ボニー&クライド-』エンマ・パーカー（雪組・バウ）
- 1999年5月、『螺旋のオルフェ』フランソワーズ（月組）
- 2000年3月、『聖者の横顔』アウラ（星組・バウ、東京特別）
- 2000年6月、『凱旋門』フランソワーズ（雪組）
- 2001年3月、『Practical Joke （ワルフザケ）ってことにしといてくれよ』ママローサ（月組・ドラマシティ、東京特別）
- 2001年8月、『凱旋門』フランソワーズ（雪組・博多座）
- 2001年12月、『カナリア』パシャ（花組・ドラマシティ、東京特別）
- 2002年3月、『琥珀色の雨にぬれて』エヴァ（花組）
- 2002年8月、『専科 エンカレッジ・スペシャル』（バウ）
- 2002年11月、『バビロン -浮遊する摩天楼-』（星組）
- 2003年10月、『琥珀色の雨にぬれて』エヴァ（花組・全国ツアー）
- 2003年12月、『永遠の祈り -革命に消えたルイ17世-』マダム・ロワイヤル（星組・ドラマシティ）
- 2004年3月、『BOXMAN -俺に破れない金庫などない-』テレサ（宙組・東京特別、ドラマシティ）
- 2004年8月、『ロマンチカ宝塚 04 -ドルチェ・ヴィータ!-』（星組・博多座）
- 2004年10月、『ロマンチカ宝塚 04 -ドルチェ・ヴィータ!-』（星組）
- 2005年3月、『マラケシュ・紅の墓標』ソニア（花組）
- 2005年8月、『マラケシュ・紅の墓標』ソニア（花組・博多座）
- 2006年2月、『ベルサイユのばら -オスカル編- 』ジャルジェ夫人（雪組）
- 2006年7月、『ベルサイユのばら -オスカル編- 』ジャルジェ夫人（雪組・全国ツアー）
- 2006年9月、『タランテラ！』（雪組）
- 2007年2月、『TUXEDO JAZZ』（花組）
- 2007年8月、『マジシャンの憂鬱』アデルハイト（月組）
- 2007年9月、『専科 エンカレッジコンサート』（バウ）
- 2007年12月、『A-“R”ex』オリンピアス（月組・ドラマシティ、東京特別） 退団公演